# Conselho de Governo de Junot

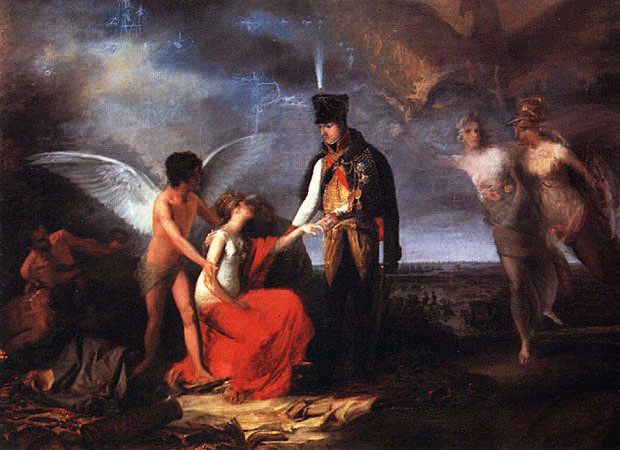
Representação alegórica do governo de Junot: Junot protegendo a cidade de Lisboa, 1808, por Domingos Sequeira (Museu Soares dos Reis).

O Conselho de Governo de 1808, constituído a 1 de Fevereiro de 1808 e exonerado a 30 de Agosto de 1808 (Convenção de Sintra), foi presidido pelo General Jean-Andoche Junot, na qualidade de General-em-Chefe do Exército Francês em Portugal, em nome de Napoleão Bonaparte, Imperador dos Franceses e Rei da Itália.
A sua constituição era a seguinte:
| Cargo                                                                    | Detentor                                 | Período                                       |
| ------------------------------------------------------------------------ | ---------------------------------------- | --------------------------------------------- |
| Presidente do Conselho de Governo                                        | Jean-Andoche Junot                       | 1 de Fevereiro de 1808 a 30 de Agosto de 1808 |
| Secretário de Estado da Administração do Interior e das Finanças         | François-Antoine Herman                  | 1 de Fevereiro de 1808 a 30 de Agosto de 1808 |
| Conselheiro de Governo da Repartição do Interior                         | Pedro de Melo Breyner                    | 1 de Fevereiro de 1808 a 30 de Agosto de 1808 |
| Conselheiro de Governo da Repartição das Finanças                        | Azevedo                                  | 1 de Fevereiro de 1808 a 30 de Agosto de 1808 |
| Secretário de Estado da Guerra e da Marinha                              | M. Lhuitte                               | 1 de Fevereiro de 1808 a 30 de Agosto de 1808 |
| Conselheiro de Governo da Repartição da Guerra e da Marinha              | Conde de Sampaio                         | 1 de Fevereiro de 1808 a 30 de Agosto de 1808 |
| Conselheiro de Governo da Justiça e dos Cultos (com o título de Regedor) | Principal Castro                         | 1 de Fevereiro de 1808 a 30 de Agosto de 1808 |
| Secretário-Geral do Conselho, Encarregado dos Arquivos                   | Jean-Baptiste Bernard Viénot de Vaublanc | 1 de Fevereiro de 1808 a 30 de Agosto de 1808 |

## Galeria

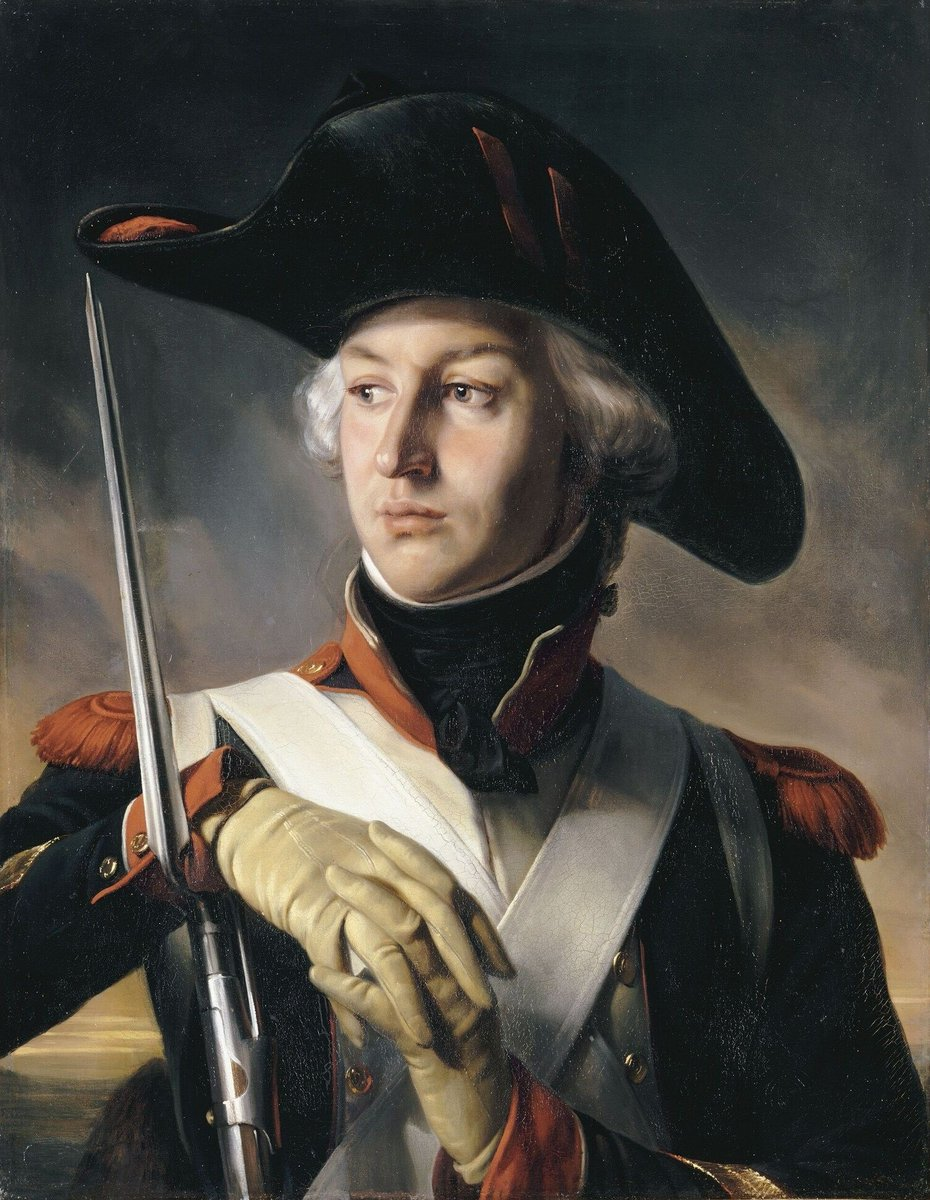
Jean-Andoche Junot, presidente do Conselho de Governo
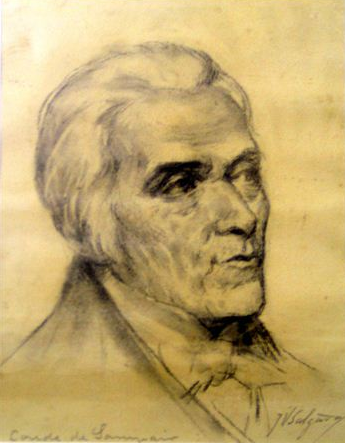
Conde de Sampaio, conselheiro de Governo da repartição da Guerra e da Marinha